# Grupa Kapitałowa Pumar
Grupa Kapitałowa Pumar – polska grupa kapitałowa skupiająca przedsiębiorstwa specjalizujące się w produkcji konstrukcji stalowych, urządzeń oraz hydrauliki siłowej dla przemysłu górniczego, energetycznego, budowlanego i kolejowego. W jej skład wchodzą dwie spółki: Pumar Sp. z o.o., funkcjonująca od 1989 roku, oraz Przedsiębiorstwo Hydromel Sp. z o.o., istniejące od 1994 roku. Grupa posiada rozbudowaną infrastrukturę technologiczną oraz zatrudnia około 400 pracowników.

## Historia
Pumar Sp. z o.o. została założona w 1989 roku w Świętochłowicach, a rok później uruchomiła produkcję w Chorzowie. W 1995 roku firma przeniosła siedzibę do Siemianowic Śląskich. Od początku działalności zajmowała się produkcją oraz sprzedażą maszyn górniczych, a także modernizacją i remontami urządzeń wykorzystywanych w kopalniach.
W 1998 roku spółka rozszerzyła działalność o rynki zagraniczne, otwierając oddział w niemieckim Ratingen. W 2004 roku rozpoczęła działalność w Hiszpanii, koncentrując się na robotach elektrycznych oraz instalacjach sanitarnych. W 2002 roku firma podjęła decyzję o przekształceniu w grupę kapitałową.
Przedsiębiorstwo Hydromel Sp. z o.o. działa na rynku od 1994 roku. Firma specjalizuje się w produkcji i modernizacji obudów zmechanizowanych oraz hydrauliki siłowej. Współpracuje z kopalniami w Polsce i Czechach, oferując usługi w zakresie zbrojenia i likwidacji ścian górniczych oraz realizacji projektów infrastrukturalnych. Spółka prowadzi także produkcję specjalistycznych konstrukcji stalowych.

## Działalność
Grupa Kapitałowa Pumar zajmuje się produkcją maszyn i urządzeń dla przemysłu górniczego, budowlanego, energetycznego oraz kolejowego. Do jej kluczowych produktów należą sekcje obudów zmechanizowanych oraz siłowniki hydrauliczne. W ciągu swojej działalności firma wyprodukowała ponad 10 tysięcy sekcji obudów zmechanizowanych oraz około 140 tysięcy siłowników hydraulicznych.
Grupa posiada zaplecze technologiczne, obejmujące ponad 12 000 m² powierzchni produkcyjnej, ponad 200 maszyn, w tym 16 suwnic o udźwigu do 30 ton.

## Działalność społeczna
Grupa Kapitałowa Pumar angażuje się w działalność charytatywną i społeczną, wspierając Fundację Rodzin Górniczych oraz Fundację Wspólna Nadzieja. Podczas pandemii COVID-19 wspierała finansowo placówki medyczne oraz angażowała się w pomoc w usuwaniu skutków powodzi.
Od 2015 roku Pumar Sp. z o.o. jest członkiem Rady Gospodarczej przy Prezydencie Miasta Siemianowice Śląskie, która jest organem doradczo-opiniodawczym w zakresie spraw związanych z rozwojem ekonomiczno-gospodarczym miasta. W jej skład wchodzą przedstawiciele środowisk nauki, biznesu oraz instytucji otoczenia biznesu.